# Глинки (усадьба)
«Глинки» — старейшая по архитектуре из сохранившихся дворянских усадеб Подмосковья, принадлежавшая генерал-фельдмаршалу графу Якову Вилимовичу Брюсу (1669—1735), который здесь же и умер. Расположена при впадении реки Воря в Клязьму, на территории современного города Лосино-Петровский, неподалёку от станции Монино. Здания усадьбы занимает санаторий «Монино».

## История
Село Глинково 24 апреля 1727 года покупает у князя Долгорукова После выхода в отставку Брюс покинул обе столицы и уединился от мира в своей подмосковной усадьбе, куда перевёз из Петербурга коллекцию астрономических инструментов и где предавался научным занятиям и хозяйственным заботам.
Ещё в XIX веке в Глинках бытовала история о том, как к Брюсу, имевшему репутацию мага и чернокнижника, по ночам влетал в окно огнедышащий дракон, а также поверье, что будто бы «в жаркий июльский день он к удовольствию гостей обратил пруд в парке в каток и предложил кататься на коньках». В 1735 году петровский сподвижник умер в своём имении Глинки и был похоронен в Немецкой слободе.
Вслед за тем владения фельдмаршала унаследовал племянник, граф А. Р. Брюс, затем его сын Яков, умерший в 1791 году. В начале XIX века усадьбой владел его зять, граф Мусин-Пушкин-Брюс, глава масонской ложи «Астрея». Он находился в непростом финансовом положении и усадьбой занимался мало. После его смерти обветшавшие Глинки часто меняли хозяев. Как правило, это были купцы, стремившиеся выжать из дома Брюса побольше прибыли. Как повествует в книге «Венок усадьбам» Алексей Греч,
Сначала это купец Усачёв, потом какая-то помещица Колесова, велевшая скромности ради побросать в пруд всех обнаженных Бахусов и Венусов, украшавших дорожки сада. После Колесовой усадьба переходит в руки купца Лопатина, построившего здесь громадную фабрику. Сообщают, что оставшиеся мраморные фигуры были при нем употреблены в плотину в качестве бута. Удар молнии в дом, который Лопатин превратил в склад хлопка, произвел в нем опустошительный пожар; и вот, подчиняясь суеверным, Лопатин не только отремонтировал его весь — правда, снова в качестве склада, но даже восстановил в нем, как сумел, вышку с часами, конечно, нелепую на «сарае». Вскоре сгорела и лопатинская фабрика, зияющая сейчас на берегу Вори разломанными стенами своих корпусов. Дух Брюса точно витал над усадьбой, карая отношение владельцев к её старине.

## Описание
Планировка усадьбы нового для Подмосковья дворцового пошиба отличается симметрией. Автор проекта неизвестен. В центре расположен уютный господский дом относительно небольшого размера. Парадный двор перед ним образуют три флигеля, один из которых в обиходе называют кладовой, а другой — лабораторией Брюса. В одном из флигелей помещается скромная музейная экспозиция.
Диковинная архитектура дома Брюса, вероятно, отражает его научные интересы. С севера имеется открытая лоджия со спаренными колоннами коринфского ордера, которая, как предполагают, давала возможность хозяину заниматься наблюдениями за небесными светилами при помощи длинных зрительных труб. Той же цели служили аналогичная лоджия с южной стороны (верхние колонны обрушились) и открытые площадки в крыльях второго этажа, ныне заложенные.
Как установили в 1981 году В. Якубени и М. Карпова, первоначально дом был одноэтажным, с просторным залом в самом центре. В таком случае деревянная башенка, надстроенная над домом, не могла при Брюсе служить обсерваторией. На втором этаже имелся кабинет для естественнонаучных опытов, снабжённый большим очагом. Замковые камни выполнены в виде демонических масок с высунутыми языками. Старые интерьеры погибли во время пожара 1889 года.
Парк с прудами пересекает подъездная аллея, проведённая таким образом, чтобы усадебные постройки представали глазу друг за другом по мере движения. А. Н. Греч в регулярных фигурных дорожках парка разглядел «интересные сложные фигуры», напоминающие якобы «масонские знаки».
Второстепенные объекты были выдержаны в том же стиле, что и главный дом. Свой первоначальный вид они не сохранили: кордегардия времён первого владельца надстроена, оранжерея приспособлена под жильё, трёхэтажный служебный корпус обезличен перестройками, конюшни екатерининского времени восстановлены в советский период.
В 1756 году при усадьбе была выстроена церковь Иоанна Богослова, которая сохранилась в перестроенном до неузнаваемости виде как один из корпусов санатория. Жемчужиной этого храма было фигурное надгробие работы И. П. Мартоса над могилой графини Прасковьи Брюс; в 1934 году оно было перевезено в Донской монастырь. Мраморное надгробие «Брюсши» было украшено эпитафией:
Растите завсегда на гробе сем цветы.

В нем разум погребен, в нем скрылись красоты.

На месте сем лежат остатки бренна тела,

Но Брюсовой душа на небеса взлетела.
В 2018 году было принято решение вернуть усадьбе первоначальный вид, и началась многолетняя реставрация усальбы и прилегающего парка. 20 декабря 2018 года благочинный Лосино-Петровского округа отец Павел совершил чин освящения в усадьбе Глинки. Усадьба получила официальное название Музей-усадьба Якова Вилимовича Брюса (Джеймса Даниэл Брюса). В 2019 году в усадьбе открылся музей, в 2020 году главный усадебный дом, идёт ускоренная реставрация парка. Продолжается реставрация остальных зданий усадьбы и внутренних помещений, ищутся старинные артефакты XVIII века. По записи можно попасть на экскурсии на территорию усадьбы и музея. Обо всех новостях можно узнавать на официальном сайте Музея-усадьбы Я. В. Брюса.